# Geher-Europacup

Der Geher-Europacup (engl.: European Race Walking Cup) ist ein vom Europäischen Leichtathletikverband (engl.: European Athletic Association – EAA) veranstalteter Wettkampf der leichtathletischen Disziplin Gehen. Die Veranstaltung wird zweijährlich abgehalten, alternierend mit dem Geher-Weltcup. Die Wettkampfstrecken für Männer, Frauen, Junioren und Juniorinnen sind 50 km, 20 km und 10 km.

## Geschichte
Angeregt durch den erstmals 1961 ausgerichteten Geher-Weltcup (engl.: ab 2020 World Athletics Race Walking Team Championships), beschloss die EAA im Januar 1996 am 20. April desselben Jahres den ersten Geher-Europacup abzuhalten, alternierend mit dem Geher-Weltcup. In Anpassung an den Austragungsmodus des Geher-Weltcups, wurde 2000 und 2001 in aufeinander folgenden Jahren der Europacup durchgeführt.

## Geher-Europacup
|     | Jahr | Datum     | Ort              | Land                   | Nationen | Teilnehmer         | Ergebnisse                |
| --- | ---- | --------- | ---------------- | ---------------------- | -------- | ------------------ | ------------------------- |
| 01. | 1996 | 20. April | A Coruña         | Spanien                | 17       | 121 (80 m, 41 w)   | Resultados                |
| 02. | 1998 | 25. April | Dudince          | Slowakei               | 28       | 208 (145 m, 63 w)  | Resultados                |
| 03. | 2000 | 18. Juni  | Eisenhüttenstadt | Deutschland            | 26       | 265 (161 m, 104 w) | Resultados                |
| 04. | 2001 | 19. Mai   | Dudince          | Slowakei               | 30       | 280 (166 m, 114 w) | Resultados                |
| 05. | 2003 | 18. Mai   | Tscheboksary     | Russland               | 27       | 244 (158 m, 86 w)  | Resultados, Ergebnisse    |
| 06. | 2005 | 21. Mai   | Miskolc          | Ungarn                 | 29       | 266 (162 m, 104 w) | Resultados                |
| 07. | 2007 | 20. Mai   | Leamington       | Vereinigtes Königreich | 29       | 244 (148 m, 96 w)  | Resultados, Results       |
| 08. | 2009 | 24. Mai   | Metz             | Frankreich             | 25       | 227 (140 m, 87 w)  | Resultados, Ergebnisse    |
| 09. | 2011 | 22. Juni  | Olhão            | Portugal               | 28       | 218 (134 m, 84 w)  | Resultados, Ergebnisse    |
| 10. | 2013 | 19. Mai   | Dudince          | Slowakei               | 28       | 282 (178 m, 104 w) | Results u. a., Ergebnisse |
| 11. | 2015 | 17. Mai   | Murcia           | Spanien                |          | 208 (131 m, 77 w)  | Results u. a., Ergebnisse |
| 12. | 2017 | 21. Mai   | Poděbrady        | Tschechien             |          |                    |                           |
| 13. | 2019 | 19. Mai   |                  |                        |          |                    |                           |